# Équipe de nuit (film)
Pour les articles homonymes, voir Équipe de nuit.
Pour plus de détails, voir Fiche technique et Distribution.
Équipe de nuit est un film français réalisé par Claude d'Anna et sorti en 1990.

## Synopsis
Deux frères, Quentin et André, se retrouvent dans la maison familiale après la mort de leurs parents. Dans l'obscurité de la nuit, les secrets et vieilles rancœurs ressortent, et des fantômes du passé ressurgissent.

## Fiche technique
- Réalisation : Claude d'Anna
- Scénario : Laure Bonin, Claude d'Anna
- Musique : François Chouchan
- Image : Pierre Dupouey
- Decorateur : Christophe Scieszka
- Montage : Anne Mirman, Maguelone Pouget
- Durée : 100 minutes
- Date de sortie : 25 avril 1990

## Distribution
- Michel Voïta : Quentin
- Michel Duchaussoy : André
- Bernard Fresson : Schlossberg
- Simone Valère : La mère
- Jean Desailly : Le père
- Marion Laine : La jeune fille
- Jacques Bourgeois : voix

## Autour du film
- En octobre 1990, sous le titre Autopsie d'un bide, le magazine Première, consacra six pages à analyser l'échec commercial du film. Claude d'Anna y déclare notamment : "De toute façon, ce film n'aurait pas marché quoi qu'il arrive. Mais il n'y avait aucune raison que je ne le fasse pas. L'essentiel de mon plaisir, je l'ai pris à le faire. J'étais le premier spectateur. Donc le film avait déjà fait la moitié de son travail[1]."